# 王守东

王守东在泰钢不锈钢厂调研市场情况

王守东（1941年10月—2016年1月1日）。男，汉族，山东莱芜人。大专学历。中华人民共和国企业家，全国劳动模范，山东泰山钢铁集团有限公司创始人，曾任泰安地区莱芜铁厂厂长、莱芜市第二水泥厂厂长，第九、十、十一、十二届全国人大代表。
2004年起担任山东泰山钢铁集团有限公司董事局主席、党委书记。在2015年“山东富豪榜”中，王守东家族列第52位，总资产125亿。
2016年1月1日于莱芜家中去世。3月25日被山东省宣传部追授为山东第5位“齐鲁时代楷模”。

## 生平
1959年10月入伍。1965年4月加入中国共产党。1969年5月，泰安地区莱芜钢铁厂成立，王守东任铁厂高炉车间主任。1984年2月25日，时任莱芜第二水泥厂党总支书记的王守东向政府递交《恢复上马刻不容缓，决心为振兴莱芜经济做出贡献》的报告，希望在莱芜市西部地区抓住机遇、大力发展钢铁产业。同年3月18日，市政府在建议下决定恢复莱芜市铁厂的生产工作，王守东担任莱芜市铁厂党委书记、厂长。后王守东前往无锡化工局借款筹集企业发展资金。1984年9月17日，莱芜市铁厂2号高炉首次点火成功，王守东打破莱芜炼铁近10年的亏损局面。1993年2月17日，莱芜市铁厂更名为山东泰山钢铁总公司，王担任总公司党委书记、总经理。2000年12月12日，山东泰山钢铁总公司更名为山东泰山钢铁有限公司，王担任公司董事长、党委书记、总经理。2003年，担任莱芜市政协副主席。2004年4月20日，山东泰山钢铁有限公司更名为山东泰山钢铁集团有限公司，王担任集体公司董事局主席、党委书记。
2016年1月1日，逝于莱芜。

## 家庭
大儿子王永胜，担任泰山钢铁集团有限公司董事长。女儿王永玲，因幼年时患有眼疾又耽误了治疗，双眼失明。二儿王永凯1993年意外坠楼导致颈椎断裂卧床至今。

## 评价
泰钢走过的30年，灿烂辉煌；泰钢跨越的30年，卓越不凡。在泰钢博大厚重、意蕴悠远的发展史上，王守东悲天悯怀、补天柱地的人格魅力像巍然耸立的泰山令人钦佩，值得赞歌。